# Cand.merc.(it.)
Uddannelsen til cand.merc. (it) hed tidligere Cand.merc. (dat.), men har i dag skiftet navn til it. Uddannelsens omdrejningspunkt er krydsfeltet imellem forretningen og it, som funktionsområde og uddannelsen så sin start i 1984 på Copenhagen Business School.  På CBS findes der yderligere to kandidatuddannelser indenfor it-området: cand. merc. (data science) og cand. merc. (digital business).

## Uddannelsesprofiler
Du har som studerende mulighed for at tage en minor på uddannelsens tredje semester 